# Viver i Serrateix
Viver i Serrateix é um município da Espanha na comarca de Berguedà, província de Barcelona, comunidade autónoma da Catalunha. Tem 66,81 km² de área e em 2021 tinha 175 habitantes (densidade: 2,6 hab./km²).

## Demografia
| Variação demográfica do município entre 1991 e 2004[carece de fontes?] | Variação demográfica do município entre 1991 e 2004[carece de fontes?] | Variação demográfica do município entre 1991 e 2004[carece de fontes?] | Variação demográfica do município entre 1991 e 2004[carece de fontes?] |
| ---------------------------------------------------------------------- | ---------------------------------------------------------------------- | ---------------------------------------------------------------------- | ---------------------------------------------------------------------- |
| 1991                                                                   | 1996                                                                   | 2001                                                                   | 2004                                                                   |
| 209                                                                    | 191                                                                    | 189                                                                    | 195                                                                    |